# Paraíso Portátil
Paraíso Portátil é o quarto álbum de estúdio da banda brasileira de rock Selvagens à Procura de Lei, lançado em 8 de novembro de 2019. O álbum traz elementos de rock misturados com referências de Synthpop, trazendo uma atmosfera psicodélica. A arte da capa foi feito pelo Acidum Project.
Assim como fez com o álbum anterior Praieiro, a banda abriu uma campanha no Kickante para os fãs financiarem o álbum em troca de recompensas envolvendo a banda.
No inicio do ano de 2019, Gabriel Aragão, em uma live no Facebook do Jornal o Povo com o intuito de divulgar o show de lançamento do álbum ao vivo "Na Maloca Dragão" que irai ser feito no Teatro José de Alencar, disse que a banda estava produzindo um novo álbum, porém disse que não podia revelar o nome. Em março do mesmo ano, a banda anunciou nas suas redes sociais que no mês seguinte iriam começar as gravações desse álbum no Fibra Estúdio, no Rio  de Janeiro. Nessa ocasião foi revelado o nome do álbum, "Paraíso Portátil". O disco teve como produtor Paul Ralphes, que já tinha trabalhos anteriores com os Selvagens como "Na Maloca Dragão" e o single de 2014 "Bem vindo ao Brasil"
Em entrevista pro Tenho Mais Discos que Amigos!, Gabriel revelou que o disco tinha uma temática mais introspectiva. "É um disco muito pessoal e mais íntimo. Ele toca em temas mais difíceis também, que não são assuntos muito “naturais”. “Eu Não Sou Desse Mundo“, por exemplo, é uma faixa que fala sobre depressão." disse na mesma entrevista. "Ele é um disco bem pop, mas tem um pezinho na psicodelia." continuou, e afirmou que isso devia à influência do produtor Paul Raplhes. A segunda faixa "Dejá Vù", que a sonoridade remete aos anos 80, foi a primeira música em que o baixista Caio Evangelista canta como voz principal na banda.

## Faixas
| N.º            | Título                   | Compositor(es)                  | Duração |  |
| 1.             | "Sem Você eu Não Presto" | Gabriel Aragão                  | 2:37    |  |
| 2.             | "Déjà Vu"                | Caio Evangelista                | 3:17    |  |
| 3.             | "Sede ao Pote"           | Rafael Martins                  | 2:44    |  |
| 4.             | "Eu Não Sou Desse Mundo" | Gabriel Aragão                  | 3:40    |  |
| 5.             | "Miragem"                | Rafael Martins                  | 2:56    |  |
| 6.             | "Paraíso Portátil"       | Gabriel Aragão                  | 3:06    |  |
| 7.             | "Sentinelas"             | Caio Evangelista/Rafael Martins | 2:32    |  |
| 8.             | "Mainha"                 | Gabriel Aragão                  | 2:23    |  |
| 9.             | "Intuição"               | Rafael Martins                  | 3:01    |  |
| 10.            | "Ponto & Vírgula"        | Gabriel Aragão                  | 2:44    |  |
| 11.            | "Sonhos"                 | Rafael Martins                  | 3:31    |  |
| Duração total: | Duração total:           | Duração total:                  | 32:37   |  |

## Recepção da crítica
Paraíso Portátil recebeu crítica variadas entre a critica especializada e os fãs. A equipe do Tenho Mais Discos Que Amigos classificou o álbum dentre os 50 melhores álbuns nacionais de 2019 e a Associação Paulista de Críticos de Arte o incluiu em sua lista dos 25 melhores álbuns brasileiros do segundo semestre de 2019.
Do outro lado da moeda, Victor Porto, do Whiplash.net, deu ao disco uma nota 4 de 10, afirmando que o disco "tinha potencial, mas caiu numa mesmice absurda" e que o mesmo é um "trabalho esquecível e bem irregular, sendo o ponto baixo da carreira dos Selvagens à Procura de Lei". Contudo, ele destacou as faixas "Ponto & Vírgula" e "Sonhos", as quais " trazem a temática romântica e até que fecham bem o disco". Uma parcela dos fãs estranharam a nova sonoridade que a banda trouxe e esse público criticou o grupo por não trazer tanto 'rock and roll' no disco. 
Sobre críticas recebidas pelo álbum, Gabriel Aragão fala: "A mudança no estilo musical de Paraíso Portátil foi sentida por quem segue os Selvagens. Quando os seguidores escutaram os dois primeiros singles tiveram um "baque enorme porque 'nossa, mudou demais a banda, o que aconteceu'?" Apesar disso, o músico reflete: "Já lembro da música 'Paraíso Portátil', que fala logo no começo: ‘Ouvi dizer/ Que eu tinha mudado tanto/ Que eu não sou mais quem eu era/ Quem é essa nova pessoa?’ O disco inteiro é sobre isso, sobre ser você mesmo"."

## Indicação a Prêmio
| Ano  | Prêmio          | Categoria                 | Resultado |
| ---- | --------------- | ------------------------- | --------- |
| 2020 | Prêmio Dynamite | Melhor Lançamento de Rock | Indicado  |